# Rovira (ort)
Rovira är en ort i Colombia.   Den ligger i departementet Tolima, i den centrala delen av landet, 130 km väster om huvudstaden Bogotá. Rovira ligger 867 meter över havet och antalet invånare är 6 949.
Terrängen runt Rovira är kuperad åt sydväst, men åt nordost är den bergig. Runt Rovira är det ganska glesbefolkat, med 38 invånare per kvadratkilometer. Rovira är det största samhället i trakten. Omgivningarna runt Rovira är en mosaik av jordbruksmark och naturlig växtlighet.